# Finanzkommissionen der Eidgenössischen Räte
Die Finanzkommissionen der Eidgenössischen Räte (FK) sind Ausschüsse der beiden Kammern des schweizerischen Parlaments. Sowohl der Nationalrat als auch der Ständerat verfügen über eine Finanzkommission. Sie werden mit FK-N (Finanzkommission des Nationalrats) und FK-S (Finanzkommission des Ständerats) abgekürzt.

## Aufgaben
Das Parlamentsgesetz (ParlG) weist den Finanzkommissionen folgende Aufgaben zu (Art. 44, Art. 50 und Art. 51):
- Sie üben im Auftrag der Bundesversammlung die Oberaufsicht über den gesamten Bundeshaushalt aus; dabei prüfen sie, ob der Bundesrat, die Bundesverwaltung, die eidgenössischen Gerichte und weitere Träger von Aufgaben des Bundes ihren Finanzhaushalt rechtmässig, ordnungsgemäss, zweckmässig, wirksam und wirtschaftlich führen (Art. 26 ParlG). Aufgrund dieser Querschnittsaufgabe werden sie zusammen mit den Geschäftsprüfungskommissionen (GPK) als Aufsichtskommissionen bezeichnet.
- Sie beraten zuhanden der Eidgenössischen Räte die Entwürfe des Bundesrates für die Bundesbeschlüsse über den jährlichen Voranschlag (Budget) des Bundes, über Nachträge zum Voranschlag, über den Finanzplan sowie über die Staatsrechnung und stellen ihrem Rat dazu Anträge.
- Das Büro eines Rates kann der FK des Rates weitere Geschäfte von finanzpolitischer Bedeutung (insbesondere Entwürfe für Bundesgesetze und Bundesbeschlüsse, parlamentarische Initiativen, Motionen) zur Vorberatung oder zum Mitbericht zuhanden einer anderen federführenden Kommission zuweisen.
- Sie verfolgen die gesellschaftlichen und politischen Entwicklungen, arbeiten bei politischem Bedarf eigene Vorschläge aus (parlamentarische Initiativen oder Motionen der Kommission) und unterbreiten diese ihrem Rat. Sie können aus eigener Initiative Mitberichte an andere federführende Kommissionen adressieren.
- Sie wählen aus ihrer Mitte je drei Mitglieder und ständige Stellvertreter der gemeinsamen Finanzdelegation, welcher die nähere Prüfung und Überwachung des Finanzhaushaltes obliegt und welche darüber den FK Bericht erstattet und Antrag stellt.

## Arbeitsweise

### Zusammensetzung, Sitzungsrhythmus
Die FK-N hat 25, die FK-S 13 Mitglieder, die auf Vorschlag der Fraktionen vom Büro des Rates zu Beginn der Legislaturperiode für eine Amtsperiode von vier Jahren gewählt werden. Ein an der Sitzungsteilnahme verhindertes Kommissionsmitglied kann sich für eine einzelne Sitzung durch ein anderes Ratsmitglied vertreten lassen. Ebenso wählen die Büros den Präsidenten und Vizepräsidenten für eine Amtsperiode von zwei Jahren. 
Die FK sind repräsentative Abordnungen ihres Rates, d. h., ihre Zusammensetzung richtet sich nach der Stärke der Fraktionen im Rat. 
Die FK-N hält in den Zwischenräumen zwischen den vier jährlichen ordentlichen Sessionen in der Regel jeweils zwei zweitägige Sitzungen ab, die FK-S je eine zwei- und eine eintägige Sitzung. Dazu kommen bei Bedarf kürzere Sitzungen während der Sessionen. 
Die beiden FK verfügen über je vier ständige Subkommissionen mit fest zugeteilten Zuständigkeiten. 

### Informationsrechte
Den FK stehen wie den GPK zur Erfüllung ihrer Aufgaben weiter gehende Informationsrechte zu als den übrigen Kommissionen (Art. 153 ParlG):
- Sie können mit allen Behörden, Amtsstellen und übrigen Trägern von Aufgaben des Bundes direkt verkehren, um von ihnen zweckdienliche Auskünfte und Unterlagen zu erhalten.
- Sie haben Anspruch auf Einsichtnahme in alle zweckdienlichen Unterlagen mit Ausnahme der Protokolle der Sitzungen des Bundesrates und der Unterlagen, die im Interesse des Staatsschutzes oder der Nachrichtendienste als geheim klassifiziert sind oder deren Kenntnisnahme durch Unberechtigte den Landesinteressen einen schweren Schaden zufügen kann. Auf diese Unterlagen haben nur die Finanzdelegation und die Geschäftsprüfungsdelegation Zugriff.
- Sie können von Personen und Auskunftsstellen ausserhalb der Bundesverwaltung Auskünfte einholen und Unterlagen erhalten, sofern es für die Wahrnehmung der Oberaufsicht notwendig ist.

### Bildung von Mehrheiten, Stellung gegenüber der Regierung
Anders als in einer parlamentarischen Demokratie stehen sich in den FK wie in den anderen Kommissionen nicht Regierungsmehrheit und Opposition gegenüber, sondern es bilden sich gemäss der Funktionsweise der schweizerischen Konkordanzdemokratie von Thema zu Thema wechselnde Mehrheiten. Die Stellung der FK gegenüber der Regierung ist stark, weil die Regierung sich keiner Mehrheit sicher sein kann, sondern eine Mehrheit je nach Thema wieder neu suchen muss und dabei gelegentlich auch scheitert. Die FK können unabhängig von der Regierung handeln, sind im Parlamentsplenum häufig erfolgreich mit Anträgen auf Änderung von Regierungsvorlagen oder mit eigenen, von der Regierung gelegentlich nicht unterstützten Vorlagen.